# Eriogonum aretioides
Eriogonum aretioides là một loài thực vật có hoa trong họ Rau răm. Loài này được Barneby mô tả khoa học đầu tiên năm 1949.